# Зелтен (кекс)
Зелтен (итал. Zelten) — итальянский фруктовый кекс, характерный для региона Трентино-Альто-Адидже, который готовят во время Рождества. Готовится из ржаной и пшеничной муки, дрожжей, яиц, масла, сушеных и засахаренных фруктов, грецких или кедровых орехов, апельсиновой цедры и различных специй. Название происходит от слова selten, которое на местном диалекте означает «редко», так как его обычно готовят только один раз в год.
Рецепт был известен уже в 1700 году, он упоминался в кулинарных трактатах, также включен в рукопись, хранящуюся в муниципальной библиотеке Роверето, где описывается приготовление Celteno.
По традиции для всей семьи готовят большой зелтен. Пироги поменьше делали для дочерей на выданье, чтобы они могли отдать их будущим супругам. .